# Spekulant
Spekulant – osoba zarabiająca na wahaniach cen. Skupuje ona dany produkt, licząc że jego cena wzrośnie w danym okresie, co z kolei daje możliwość jego odsprzedaży i zarobienia na różnicy cen.
Spekulacja wiąże się z dużym ryzykiem. Współcześnie jest kojarzona głównie z rynkami finansowymi.

## Spekulacja w PRL
W okresie PRL było to pejoratywne określenie, będące jednym z elementów ówczesnej nowomowy, charakteryzujące drobnego handlarza. Spekulacja w PRL polegała na wykupowaniu trudno dostępnego towaru w sklepach po cenie urzędowej (nierzadko wręczając łapówki lub korzystając ze znajomości), a następnie sprzedawaniu go po kilkakrotnie wyższej cenie rynkowej na rynku wtórnym. Propaganda państwowa przedstawiała spekulantów jako odpowiedzialnych za niedobory w sklepach. Ze „spekulacją” walczono na równi z przestępstwami kryminalnymi.
Spekulacja była karalna w myśl uchwalonej 25 września 1981 r. przez Sejm ustawy o zwalczaniu spekulacji (Dz.U. z 1982 nr 36, poz. 243).
Etykietka ta posiadała funkcję piętnującą i niewiele miała wspólnego z pierwotnym określeniem spekulant, którego etymologia związana jest głównie ze zorganizowanym rynkiem finansowym, surowcowym, towarowym, bądź nieruchomości.